# Ванильный соус
Ванильный соус — десертный соус с ванильным ароматом, который подают тёплым или холодным с выпечкой, сладкими запеканками, мороженым или фруктами. Может быть ингредиентом, в частности, для приготовления тортов. Кроме ванили состоит из молока, сливок, сливочного масла, сахара, яичного желтка, муки или крахмала. Ванильный соус популярен в европейской кухне, в частности, во французской и немецкой.
Для приготовления соуса ваниль (ванильный сахар) растворяют в горячем молоке или сливках. Ароматизированные таким образом молоко или сливки затем смешивают с яичным желтком, растёртым с сахаром с добавлением крахмала и нагревают на медленном огне до загустения. В некоторых рецептах при использовании молока в соус в конце добавляют сливочное масло.
Ванильный соус также коммерчески доступен как быстрорастворимый или готовый продукт, обычно приправленный ванилином и окрашенный каротином или рибофлавином.